# 木澤雅博
木澤 雅博（きざわ まさひろ、1954年6月23日 - ）は、日本のアンティークトイ鑑定士、俳優、タレント。岡山県岡山市生まれ。趣味は、歌、アクション、スポーツ全般。

## 略歴
- 1980年、上京。
- 1983年、東京都高円寺に居酒屋である「ゴジラや」を開店。
- 1986年、アンティークトイ「ゴジラや」を開店。
- 1993年、「ゴジラや2」を開店。
- 1996年、映画「33 1/3 r.p.m（さんじゅうさんかいてん）」で映画デビュー。中野武蔵野ホールにて公開される。
- 1999年、2作目「宿」を製作。監督となり、同時に「処女教師」（Vシネマ）を監督する。現在は店舗の運営と併せ、テレビ東京の長寿テレビ番組 『開運!なんでも鑑定団』のおもちゃ鑑定士 [2]としても活躍中である。

## 出演番組
テレビ番組
- 開運!なんでも鑑定団（テレビ東京系）準レギュラー
- 峰竜太のホンの昼メシ前（日本テレビ系）
- 火曜サスペンス劇場警視庁鑑識班4（日本テレビ系）
- うたばん（TBSテレビ）

ラジオ番組
- 木澤雅博の33回転スピリッツ（TBSラジオ）特番

映画
- ゴジラ2000 ミレニアム（東宝）佐々木教授 役[1]（日本映画監督協会会員）